# 2 Batalion Dowodzenia
2 batalion dowodzenia (2 bdow) – samodzielny pododdział dowodzenia Wojska Polskiego.

## Formowanie i zmiany organizacyjne
Batalion sformowany został na bazie 48 batalionu łączności, kompanii ochrony i regulacji ruchu 2 Dywizji Zmechanizowanej, baterii dowodzenia Szefa Artylerii 2 DZ, 34 kompanii dowodzenia Szefa OPL 2 DZ. Miejscem stacjonowania batalionu pozostał Szczecinek.
Struktura batalionu
- dowództwo i sztab
- stacja szyfrowa
- trzy kompanie łączności
- kompania ochrony i regulacji ruchu
- bateria dowodzenia szefa Artylerii Dywizji
- kompania dowodzenia szefa OPL Dywizji
- pluton zaopatrzenia
- pluton remontowy

W 1995  rozformowany został 26 dywizjon artylerii rakietowej, a obiekt koszarowy po nim przyjął 2 batalion dowodzenia.

## Tradycje batalionu
Decyzją Ministra Obrony Narodowej z 8 maja 1995 batalion przyjął dziedzictwo i tradycje: 
- 9 kompanii łączności 2 Warszawskiej Brygady Pancernej (1942-1945)
- 2 batalionu łączności 2 Warszawskiej Dywizji Pancernej (1945-1947)
- 2 kompanii łączności 2 Dywizji Piechoty im. gen. J. H. Dąbrowskiego (1943-1950)
- 48 batalionu łączności (1950-1951)
- 63 batalionu łączności 20 Warszawskiej Dywizji Pancernej (1951-1990)

## Symbole batalionu
Sztandar batalionu
19 maja 1995 r. na pl. Wolności w Szczecinku odbyła się uroczystość wręczenia nowego sztandaru 2 batalionowi dowodzenia.
Odznaka pamiątkowa
Odznaka o wymiarach 39x39 mm wykonana w kształcie krzyża kawalerskiego o złotym obramowaniu z kulkami na końcach ramion. Ramiona pokryte granatową emalią. Na górnym ramieniu umieszczono złoty numer 2, na dolnym napis bdow, a na poziomych datę 19 V 1944. W centrum odznaki nałożony okrąg z niebieskich i czarnych pól ułożonych w szachownicę. W okręgu znajduje się dłoń z mieczem skrzyżowanym z wiązką trzech błyskawic w kolorze stalowym. Pod okręgiem tło krzyża biało-czerwone.

## Żołnierze batalionu
Dowódcy batalionu
- ppłk Zbigniew Zmaczyński (1994 – II 1995)
- mjr. Tomasz Borowski (II 1995 – 6 IX 1996)
- kpt. Jacek Siarkowski (6 IX 1996 – 1998)